# Boszwijn
Het boszwijn (Potamochoerus larvatus) is een Afrikaanse zwijnensoort, verwant aan het penseelzwijn (Potamochoerus porcus).

## Kenmerken
Het boszwijn heeft een rond lichaam met een korte nek, korte poten en een lang gezicht. De staart is lang en dun. Deze is 30 tot 45 centimeter lang. Aan iedere poot heeft hij vier hoeven. Hij heeft een ruwe, lange vacht, die blond, rood, grijs, donkerbruin of zwart van kleur kan zijn. De vachtkleur is zeer variabel en verschilt per regio, geslacht, leeftijd en individu. Op de rug is het haar langer, waar het een lange grijze of witte maan vormt. Op het gezicht heeft het boszwijn een witte of grijze tekening. Door deze tekening kan het gehele gezicht wit lijken. Het boszwijn heeft een kop-romplengte van 100 tot 177 centimeter, een schouderhoogte van 55 tot 100 centimeter en een lichaamsgewicht van 45 tot 150 kilogram. Mannetjes zijn groter dan vrouwtjes.

## Leefwijze
Ze leven in familiegroepen van vijftien tot twintig dieren, bestaande uit een beer en meerdere zeugen en hun jongen. Er zijn ook groepen van meer dan veertig dieren aangetroffen. Ook groepjes bestaande uit een paartje en hun biggen komen voor. De beer is dominant, die zijn groep leidt en beschermt. De beer is mogelijk ook (voor een gedeelte van het jaar) territoriaal. Gevechten tussen mannetjes kunnen dodelijk zijn.
Het boszwijn is overwegend 's nachts actief. Het is een omnivoor. Hij eet een grote verscheidenheid aan plantaardig materiaal als wortelen, knollen, bollen, zaden, gevallen vruchten, kruiden en paddenstoelen, en dierlijk materiaal als insecten (waaronder kevers en hun larven), slakken, vogeleieren, kikkers en hagedissen. Ook eten ze aas. Het voedsel vinden ze door met hun snuit in de grond en tussen afgevallen bladeren te wroeten. Op deze manier kunnen ze ook schade toebrengen aan landbouwgewassen. Om deze reden, en voor het vlees, worden ze bejaagd.

## Verspreiding
Het boszwijn leeft in bossen, beboste streken, dicht struikgewas en andere gebieden met dichte begroeiing, losse grond en water. Hij is echter minder aan bos verbonden dan het penseelzwijn. Het verspreidingsgebied strekt zich uit van de vochtige delen van Zuid-Afrika noordwaarts tot de  Kongostroom en de rivier Kasaï in Centraal-Afrika en in de vochtigere delen van Oost-Afrika. Ook leeft hij in het centrale gedeelte van de Grote Slenk. Hij kan worden aangetrofen tot op 4000 meter hoogte op de Kilimanjaro. Op Madagaskar is hij al vroeg ingevoerd, waarschijnlijk al door de eerste bewoners van het eiland.

## Voortplanting
De meeste jongen worden geboren aan het einde van het droge seizoen. Na een draagtijd van 120 dagen worden tot tien biggen geboren. Jongen worden geboren in een nest, dat verborgen ligt tussen de begroeiing. De eerste twee maanden blijven de biggen verborgen in het nest terwijl moeder op zoek gaat naar voedsel. Jonge zwijntjes hebben een bruin- en geelgestreepte vacht, die als schutkleur dient. Als ze zes maanden oud zijn, wordt deze vervangen door het volwassen kleed. Na achttien maanden zijn de jongen geslachtsrijp.